# Беллесер
Беллесе́р (фр. Bellesserre, окс. Bèrasèrra) — коммуна во Франции, находится в регионе Юг — Пиренеи. Департамент — Верхняя Гаронна. Входит в состав кантона Кадур. Округ коммуны — Тулуза.
Код INSEE коммуны — 31062.

## География

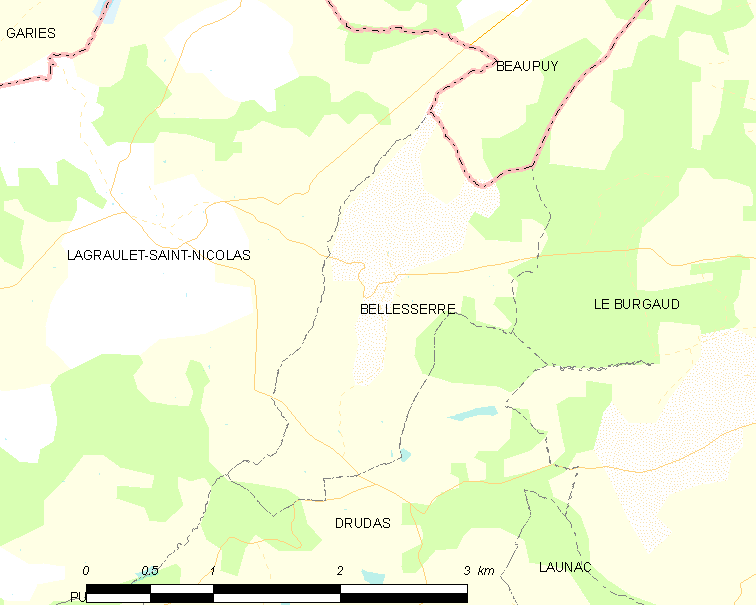
Карта коммуны

Коммуна расположена приблизительно в 580 км к югу от Парижа, в 34 км к северо-западу от Тулузы.

## Климат
Климат умеренно-океанический. Зима мягкая и снежная, весна характеризуется сильными дождями и грозами, лето сухое и жаркое, осень солнечная. Преобладают сильные юго-восточные и северо-западные ветры.

## Население
Население коммуны на 2010 год составляло 86 человек.
| 1962 | 1968 | 1975 | 1982 | 1990 | 1999 | 2010 |
| ---- | ---- | ---- | ---- | ---- | ---- | ---- |
| 40   | 40   | 42   | 36   | 33   | 50   | 86   |

## Администрация
| Период | Период | Фамилия          | Партия | Примечания |
| ------ | ------ | ---------------- | ------ | ---------- |
| 2001   | 2008   | Жерар Мень       |        |            |
| 2008   | 2020   | Кристиан Даниэль |        |            |

## Экономика
В 2010 году среди 49 человек трудоспособного возраста (15—64 лет) 39 были экономически активными, 10 — неактивными (показатель активности — 79,6 %, в 1999 году было 74,1 %). Из 39 активных жителей работали 35 человек (21 мужчина и 14 женщин), безработных было 4 (0 мужчин и 4 женщины). Среди 10 неактивных 3 человека были учениками или студентами, 3 — пенсионерами, 4 были неактивными по другим причинам.

## Достопримечательности
- Церковь Св. Марии Магдалины